# Кушелевская дорога
Ку́шелевская дорога — дорога в Калининском районе Санкт-Петербурга. Проходит от Полюстровского проспекта (фактически от проспекта Маршала Блюхера) до проспекта Непокорённых (в створ с Гражданским проспектом).

## История
До 1896 года Кушелевская дорога являлась частью дороги в Горожанку (нынешний Гражданский проспект).
В 1896 году участок между современными проспектами Полюстровским и Непокорённых получил самостоятельное название Дорога в Кушелевку, а с 1913 года — Кушелевская дорога.
В 1950-х годах был закрыт железнодорожный переезд, и дорога, потеряв своё назначение как магистраль, стала быстро приходить в запустение. В скором времени от дороги остался только участок от проспекта Непокорённых до железной дороги, находящийся в более развитой части и использовавшийся для технических нужд. Примерно в это же время с карт исчезает и название Кушелевская дорога, а оставшийся участок условно считается частью Гражданского проспекта.
В 1993 году был построен Кушелевский путепровод, соединивший Гражданский проспект с проспектом Маршала Блюхера, а 21 апреля 2000 года участку дороги от проспекта Непокорённых до проспекта Маршала Блюхера присвоили название «Кушелевская дорога». В ноябре 2016 года в состав Кушелевской дороги включили проектируемый участок от Полюстровского проспекта до проспекта Маршала Блюхера.

## Пересечения
Дорога пересекает или граничит со следующими магистралями:
- проспект Непокорённых
- Новороссийская улица (развязка)
- проспект Маршала Блюхера

## Транспорт
По дороге проходят автобусные маршруты № 60, 222, 271, 275, 295.
С 1993 года существует линия троллейбусного сообщения, используемая маршрутом № 31.

## Перспективы развития
Планируется соединить Кушелевскую дорогу с Новолитовской и Бестужевской улицами.